# Run Devil Run
Это статья о музыкальном альбоме Пола Маккартни; о песне группы Girls' Generation см. Run Devil Run (песня).
Run Devil Run (с англ. — «Беги, дьявол, беги») — одиннадцатый сольный студийный альбом Пола Маккартни, выпущенный в 1999. В альбом вошли кавер-версии как широко известных, так и малоизвестных песен 1950-х годов в стиле «рок-н-ролл», а также три новых песни, написанных Маккартни в том же стиле. Поскольку этот альбом создавался после смерти первой жены Маккартни Линды, скончавшейся в 1998, Пол ощутил необходимость «вернуться к корням» и поиграть музыку, которую он любил, будучи подростком. 14 декабря 1999 Пол Маккартни вышел на сцену ливерпульского клуба Cavern Club, где он начинал свою карьеру в начале 1960-х вместе с остальными участниками The Beatles, и сыграл программу, состоящую из всех песен, вошедших в альбом.
Желая продолжить удачный опыт создания «простой» музыки, полученный во время своего участия в работе над Антологией The Beatles и с успехом применённый при записи предыдущего альбома Flaming Pie, Маккартни решил попробовать записать очередной сольный альбом настолько быстро, насколько возможно (в идеале — буквально «сыграть альбом в студии», одновременно записывая его), во многом идя тем же путём, что и The Beatles, когда они записывали свои ранние песни, ещё не включавшие сложную студийную обработку. Маккартни попросил Криса Томаса, бывшего сопродюсером альбома Back to the Egg, вновь поработать с ним; затем Маккартни в начале марта 1999 арендовал время на студии Эбби роад, чтобы начать работу над альбомом.
Маккартни хотелось записывать альбом совместно с надежными и «чувствующими стиль» музыкантами; с этой целью он пригласил, в частности, гитариста Pink Floyd Дэвида Гилмора; ранее Гилмор уже работал с Маккартни — в частности, во время записи The Dark Side of the Moon, где Маккартни записал несколько вокальных партий, не вошедших в альбом; позднее Гилмор участвовал в проектах Маккартни, таких как супергруппа «Rockestra», запись саундтрека к фильму Передай привет Брод-стрит (Гилмор также снялся в одном из эпизодов фильма) и альбома Flowers in the Dirt. Были также приглашены гитарист Мик Грин (англ. Mick Green), до того участвовавший в записи альбома Маккартни Снова в СССР, клавишники Пит Уингфилд (Pete Wingfield) и Джерайнт Уоткинс (Geraint Watkins), барабанщики Иэн Пейс (Deep Purple) и Дэйв Мэттекс (Dave Mattacks) (экс-Fairport Convention). На бас-гитаре играл сам Маккартни; также он сыграл на гитарах в нескольких треках.
Запись альбома началась в начале марта 1999, затем в апреле и мае было проведено ещё несколько сессий звукозаписи — и альбом, содержащий старые «классические» рок-н-ролльные песни, а также три новых песни Маккартни, написанных с сохранением того же «духа 1950-х», был готов.
Название альбома Run Devil Run (с англ. — «Беги, дьявол, беги») было позаимствовано у магазинчика травяной медицины (англ. herbal medicine shop), входящего в аптечную сеть Rexall, в Атланте (штат Джорджия, США), в доме 87 на Брод-стрит (интересное совпадение — если просто совпадение — с названием фильма Маккартни «Передай привет Брод-стрит»), торгующего продукцией с таким названием (на обложке альбома — подредактированное изображение рекламного плаката аптек сети Rexall). Такое название показалось Маккартни очень подходящим для того, чтобы написать отличную рок-н-ролльную песню, что он и сделал.

## Выпуск альбома
Альбом Run Devil Run вышел в свет 4 октября 1999, получил восторженные отзывы критиков и достойно находился в чартах, достигнув 12-й позиции в Великобритании и 27-й в США.
Музыкальный онлайн-сервис Rhapsody оценил альбом, назвав его одним из лучших кавер-альбомов.

## Бонусные диски и синглы
Для стимулирования продаж параллельно с альбомом было выпущено несколько бонусных дисков и синглов. Два особых издания Run Devil Run — с изданными ограниченным тиражом бонус-дисками — были доступны только у эксклюзивных продавцов; первое из таких особых изданий альбома, продававшееся только через сеть магазинов Best Buy, включало в себя бонус-диск с интервью; другое особое издание, продававшееся только через сеть магазинов компании Musicland и её дочерней компании Sam Goody, в качестве бонуса дополнялось четырьмя EP-дисками, на которых были представлены оригинальные версии (в записях 1950-х годов) четырёх песен из альбома: «Blue Jean Bop» в исполнении Джина Винсента и His Blue Caps, «Lonesome Town» в исполнении Рики Нельсона, «Coquette» в исполнении Фэтса Домино и «Let’s Have a Party» в исполнении Ванды Джексон.
Песня «No Other Baby» была выпущена в Великобритании на 7-дюймовом виниловом сингле с двумя песнями на стороне «Б» — «Brown Eyed Handsome Man» и не вошедшая на альбом «Fabulous». В США «No Other Baby» была выпущена в виде сингла для музыкального автомата, с песней «Try Not to Cry» на стороне «Б».
«No Other Baby», «Brown Eyed Handsome Man» и «Fabulous» были выпущены вместе на двух различающихся CD-синглах, один из которых содержит стерео-версии песен, а другой — их моно-версии.
Также в Великобритании все 15 песен альбома вместе с песней «Fabulous» были выпущены как комплект из восьми 7-дюймовых синглов, продававшихся вместе в составе издания под названием Run Devil Run Limited Edition Collector’s Box, оформленного под дорожный кейс для синглов, которые были в ходу в 1950-х годах.

## Список композиций
Слова и музыка всех песен — Пол Маккартни, кроме указанных особо.
| №   | Название                                          | Автор(ы)                              | Длительность |
| --- | ------------------------------------------------- | ------------------------------------- | ------------ |
| 1.  | «Blue Jean Bop»                                   | Джин Винсент/Hal Levy                 | 1:57         |
| 2.  | «She Said Yeah»                                   | Ларри Уильямс                         | 2:07         |
| 3.  | «All Shook Up»                                    | Otis Blackwell/Элвис Пресли           | 2:06         |
| 4.  | «Run Devil Run»                                   |                                       | 2:36         |
| 5.  | «No Other Baby»                                   | Dickie Bishop/Bob Watson              | 4:18         |
| 6.  | «Lonesome Town»                                   | Baker Knight                          | 3:30         |
| 7.  | «Try Not to Cry»                                  |                                       | 2:41         |
| 8.  | «Movie Magg»                                      | Карл Перкинс                          | 2:12         |
| 9.  | «Brown Eyed Handsome Man»                         | Чак Берри                             | 2:27         |
| 10. | «What It Is»                                      |                                       | 2:23         |
| 11. | «Coquette»                                        | Johnny Green/Carmen Lombardo/Gus Kahn | 2:43         |
| 12. | «I Got Stung»                                     | David Hill/Aaron Schroeder            | 2:40         |
| 13. | «Honey Hush»                                      | Биг Джо Тёрнер                        | 2:36         |
| 14. | «Shake a Hand»                                    | Joe Morris                            | 3:52         |
| 15. | «Party» (известна также как "Let's Have a Party") | Jessie Mae Robinson                   | 2:38         |

### Эксклюзивный трек дляiTunes
| №   | Название   | Автор(ы)             | Длительность |
| --- | ---------- | -------------------- | ------------ |
| 16. | «Fabulous» | Bernie Lowe/Kal Mann | 2:16         |

В 2007, когда iTunes Store добавил в свой ассортимент каталог музыки Маккартни, в альбом была добавлена как эксклюзивный бонус-трек также эта кавер-версия на песню, исполнявшуюся ранее Чарли Грейси.

## Состав участников записи
- Пол Маккартни: вокал, бас-гитара «Hofner», дополнительные гитары.
- Дэвид Гилмор: гитара «Fender Esquire» (на всех треках), стил-гитара «Gibson» (lap steel guitar) (в «Run Devil Run»), бэк-вокал.
- Mick Green: гитара «Fender Stratocaster» (s/n S71440).
- Пит Уингфилд: клавишные (кроме «All Shook Up» и «Try Not to Cry»).
- Geraint Watkins: фортепиано (в «All Shook Up» и «Try Not to Cry»).
- Иэн Пейс: барабаны (кроме «All Shook Up» и «Try Not to Cry»).
- Dave Mattacks: барабаны (в «All Shook Up» и «Try Not to Cry»).

## Чарты и сертификации

### Позиции в чартах
| Страна             | Чарт (1999)                | Позиция |
| ------------------ | -------------------------- | ------- |
| Австрия            | Albums Chart               | 18      |
| Бельгия (Фландрия) | Albums Chart (Flanders)    | 44      |
| Голландия          | Mega Albums Chart          | 53      |
| Франция            | SNEP Albums Chart          | 55      |
| Германия           | Media Control Albums Chart | 21      |
| Япония             | Oricon Albums Chart        | 30      |
| Норвегия           | VG-lista Albums Chart      | 12      |
| Швеция             | Albums Chart               | 23      |
| Швейцария          | Albums Chart               | 36      |
| Великобритания     | UK Albums Chart            | 12      |
| США                | Billboard 200              | 27      |

### Чарты по итогам года
| Страна         | Чарт (1999)     | Позиция |
| -------------- | --------------- | ------- |
| Великобритания | UK Albums Chart | 117     |

### Сертификации и количество продаж
| Регион                  | Сертификация | Количество продаж |
| ----------------------- | ------------ | ----------------- |
| Япония; (Oricon Charts) |              | 14,870            |
| Великобритания; (BPI)   | Золотой      | 105,332           |